# Kaitlyn Christian
Kaitlyn Christian (Orange, 13 gennaio 1992) è una tennista statunitense.

## Carriera
Kaitlyn Christian ha vinto un titolo in singolare e tredici titoli nel doppio nel circuito ITF in carriera. In singolare si è issata fino alla 570ª posizione.
In doppio ha vinto un titolo WTA 250 e uno a livello WTA 125, oltre ad aver raggiunto 5 finali in cui ne è uscita sconfitta. Nella specialità ha toccato come best ranking il numero 38.

## Statistiche WTA

### Doppio

#### Vittorie (1)
| Legenda              |
| -------------------- |
| Grande Slam (0)      |
| Ori Olimpici (0)     |
| WTA Finals (0)       |
| WTA Elite Trophy (0) |
| Dal 2021             |
| WTA 1000 (0)         |
| WTA 500 (0)          |
| WTA 250 (1)          |

| N. | Data             | Torneo                             | Superficie | Compagna         | Avversarie in finale | Punteggio |
| 1. | 27 febbraio 2022 | Abierto Akron Zapopan, Guadalajara | Cemento    | Lidzija Marozava | Wang Xinyu Zhu Lin   | 7-5, 6-3  |

#### Sconfitte (5)
| Legenda               | Legenda      |
| --------------------- | ------------ |
| Grande Slam (0)       |              |
| Argenti Olimpici (0)  |              |
| WTA Finals (0)        |              |
| WTA Elite Trophy (0)  |              |
| Dal 2009 al 2020      | Dal 2021     |
| Premier Mandatory (0) | WTA 1000 (0) |
| Premier 5 (0)         | WTA 1000 (0) |
| Premier (1)           | WTA 500 (2)  |
| International (2)     | WTA 250 (0)  |

| N. | Data              | Torneo                                            | Superficie  | Compagna           | Avversarie in finale               | Punteggio        |
| 1. | 3 marzo 2018      | Abierto Mexicano Telcel, Acapulco                 | Cemento     | Sabrina Santamaria | Tatjana Maria Heather Watson       | 5-7, 6-2, [2-10] |
| 2. | 19 ottobre 2019   | BGL Luxembourg Open, Lussemburgo                  | Cemento (i) | Alexa Guarachi     | Cori Gauff Caty McNally            | 2-6, 2-6         |
| 3. | 16 febbraio 2020  | St. Petersburg Ladies Trophy, San Pietroburgo     | Cemento (i) | Alexa Guarachi     | Shūko Aoyama Ena Shibahara         | 6-4, 0-6, [3-10] |
| 4. | 21 marzo 2021     | St. Petersburg Ladies Trophy, San Pietroburgo (2) | Cemento (i) | Sabrina Santamaria | Nadežda Kičenok Ioana Raluca Olaru | 6-2, 3-6, [8-10] |
| 5. | 26 settembre 2021 | J&T Banka Ostrava Open, Ostrava                   | Cemento (i) | Erin Routliffe     | Sania Mirza Zhang Shuai            | 3-6, 2-6         |

## Circuito WTA 125

### Doppio

#### Vittorie (1)
| N. | Data          | Torneo                            | Superficie  | Compagna           | Avversarie in finale        | Punteggio           |
| 1. | 9 maggio 2021 | Open 35 de Saint-Malo, Saint-Malo | Terra rossa | Sabrina Santamaria | Hayley Carter Luisa Stefani | 7-6(4), 4-6, [10-5] |